# Josep Amer Oliver
Josep Amer Oliver (Campos, Mallorca, 1850 – 1916), també conegut com a Pep Amer o “Mestre Pep Gallego”, fou director, compositor i músic militar.
Quant a la seva labor com a director, va dirigir la Banda “La Recreativa” abans que ho fes Gaspar Miró, segurament fins l’any de la seva mort.

## Obra
Es conserven gairebé una vintena de partitures originals de José Amer al fons musical de Gaspar Miró de l'Arxiu Històric Municipal de Campos (AHMC), entre les quals cal d'esmentar:
- “¡Adelante, valientes!”, pasdoble
- “Matilde”, marxa fúnebre
- “La Recreativa”, jota (possiblement dedicada a la banda de música del mateix nom)